# Jewgienij Obuchow
Jewgienij Michajłowicz Obuchow (ros. Евгений Михайлович Обухов, ur. 1921 we wsi Malgi obecnie w rejonie wierieszczaginskim w Kraju Permskim, zm. 14 marca 1944 we wsi Małoje Fomkino w rejonie pskowskim w obwodzie pskowskim) – radziecki wojskowy, sierżant, Bohater Związku Radzieckiego (1944).

## Życiorys
Urodził się w rodzinie chłopskiej. Skończył niepełną szkołę średnią, pracował w rejonowym węźle łączności w Wierieszczagino. W styczniu 1942 został powołany do Armii Czerwonej, od lutego 1942 uczestniczył w wojnie z Niemcami. Walczył na Froncie Północno-Zachodnim, Woroneskim, 1 Ukraińskim i Leningradzkim. Pod koniec września 1943 jako dowódca oddziału 551 samodzielnego batalionu saperskiego 253 Dywizji Piechoty 40 Armii w stopniu sierżanta wyróżnił się podczas forsowania Dniepru w rejonie wsi Chodorow w rejonie mironowskim w obwodzie kijowskim. 25 września 1943 jako dowódca pontonu przeprawił 25 żołnierzy. Podczas przeprawy ponton będąc sto metrów od brzegu znalazł się pod ostrzałem wroga; Obuchowowi udało się wyprowadzić go poza zasięg ognia, jednak od dziur po kulach i odłamkach zaczął tonąć. Według uzasadnienia z wniosku o przyznanie tytułu Bohatera Związku Radzieckiego, po zatkaniu dziur płaszczami i czapkami, Obuchow kazał wybierać wodę kociołkami. Mimo dziur, ponton dotarł na prawy brzeg Dniepru. W momencie wysadzania desantu na brzeg, Niemcy dostrzegli ponton i załogę w świetle flary i otworzyli ogień, raniąc dowódcę grupy desantowej, po którym dowodzenie przejął Obuchow, który zadał wrogowi straty w ludziach. Zauważywszy bunkier wroga, którego ogień nie pozwolił przeprawić się reszcie łodzi, podczołgał się do niego i wrzucił tam dwa granaty, niszcząc karabin maszynowy i zabijając dwóch strzelców, co umożliwiło reszcie żołnierzy zbliżyć się do brzegu i bezpiecznie wysadzić desant. Gdy naprawił ponton uszkodzony przez pociski wroga, podobno udało mu się nim ponownie przekroczyć Dniepr i przetransportować nocą dwa działka przeciwpancerne i 50 żołnierzy, którzy następnie wzięli udział w walkach o przyczółek na prawym brzegu Dniepru. Później przetransportował 12 rannych żołnierzy przez Dniepr podczas ostrzału i w ciągu najbliższych dwóch dni miał ponad 30-krotnie przekroczyć Dniepr, transportując podobno przeszło 650 żołnierzy i 6 działek przeciwpancernych i 8 karabinów maszynowych. W grudniu 1943 wraz ze swoją jednostką został przeniesiony do rezerwy Stawki Najwyższego Naczelnego Dowództwa, a następnie skierowany na Front Leningradzki. Zginął w walce. Został pochowany we wsi Kieb w rejonie pskowskim. W Wierieszczagino jego imieniem nazwano ulicę.

## Odznaczenia
- Złota Gwiazda Bohatera Związku Radzieckiego (10 stycznia 1944[2])
- Order Lenina (10 stycznia 1944)
- Order Wojny Ojczyźnianej II klasy (24 października 1943)